# At the Movies (Creedence Clearwater Revival)
At the Movies è il quindicesimo album, nonché sesta raccolta ufficiale, dei Creedence Clearwater Revival, pubblicato nell'agosto 1985 dalla Fantasy Records.

## Tracce
1. The Midnight Special
2. Proud Mary
3. I Heard It Through The Grapevine
4. Bad Moon Rising
5. Keep On Choogling'
6. Who'll Stop The Rain
7. Fortunate Son
8. Hey Tonight
9. Born On The Bayou
10. Looking Out My Back Door
11. Run Through The Jungle
12. Suzie Q
13. Up Around The Bend

## Formazione
- John Fogerty - chitarra, voce
- Tom Fogerty - chitarra
- Doug Clifford - batteria
- Stu Cook - basso